# آلکس سروپیان
آلکساندر سروپیان (انگلیسی: Alexander Seropian؛ زادهٔ ۱۹۶۹) توسعه‌دهنده بازی‌های ویدئویی ارمنی‌تبار اهل ایالات متحده آمریکا، است.
وی از دانشگاه شیکاگو فارغ‌التحصیل شد. در سال ۱۹۹۱ در دوران دانشجویی سروپیان به همراه جیسون جونز استودیو بانجی (bungie) را تأسیس نمود.
سروپیان از سال ۲۰۰۹ تا ۲۰۱۲ میلادی مسئول هسته اصلی گروه فعال در زمینه تولید بازی‌های ویدئویی شرکت دیزنی بوده‌است. علاوه بر این، او از جمله افراد حاضر در تیم پایه‌گذار Bungie Software Products Corporation، استودیوی مطرحی است که عناوینی مانند Halo و Destiny را به بازار عرضه کرده‌است. پس از دوازه سال فعالیت به عنوان مدیرعامل این شرکت، او پس از خرید استودیوی یادشده توسط مایکروسافت، به این شرکت نقل مکان کرد.
الکس سروپیان در دانشگاه شیکاگو تحصیل کرد و به انجمن برادری فی دلتا تتا پیوست و در آنجا با یکی از همکاران آینده‌اش جیسون جونز ملاقات کرد. سروپیان که به برنامه نویسی کامپیوتر علاقه مند بود، مدرک ریاضی را با تمرکز در علوم کامپیوتر دنبال می کرد، زیرا دپارتمان علوم کامپیوتر در آن زمان مدرک کارشناسی ارائه نمی کرد. او در سال 1991 با مدرک لیسانس در رشته ریاضی فارغ التحصیل شد. سروپیان قبل از فارغ‌التحصیلی با پدرش زندگی می‌کرد، روی کاناپه‌اش می‌خوابید و در مورد اینکه آیا شغلی پیدا کند یا شرکت بازی‌های ویدیویی خود را ایجاد کند، بحث می‌کرد. پدر سروپیان به او توصیه کرد که برای کسب تجربه شغلی پیدا کند، اما روز بعد سروپیان تصمیم گرفت شرکت خود را تأسیس کند. سروپیان گفت: «پدر من استاد روانشناسی معکوس است».

## ساخت استودیوی بانجی
سروپیان، در کالج به برنامه‌نویسی کامپیوتری علاقمند شد و با جیسون جونز که او هم دانشجو بود و در حال ساخت یک بازی به نام میناتور: دخمه‌های کِرِت بود یک تیم شدند و بازی جونز را کامل و منتشر کردند. این دو نفر باهم شریک شدند و استودیویی تحت نام بانجی تأسیس کردند و این استودیو تا قبل از اینکه توسط مایکروسافت در سال ۲۰۰۱ خریداری شود تبدیل به بهترین توسعه دهنده بازی اپل شد.
در سال ۲۰۰۴ سروپیان، بانجی را ترک کرد و استودیویی به نام " واید لود گیمز " را تأسیس کرد که بازی‌های ساده ای را می‌ساختند. تیم توسعه دهنده اصلی وایدلودگیمزبا پیمانکاران خارجی کارمیکردندتا دو بازی با عنوان‌های Stubbs the Zombie (زامبی سمج) و Hail to the Chimp (درود بر میمون) بسازند.
وایدلود گیمز در سال ۲۰۰۹ بوسیله قراردادی توسط دیزنی گرفته شد. به عنوان بخشی از این قرارداد سروپیان به سِمَت نایب‌رئیس توسعه دهندگان بازی در استودیوهای دیزنی منصوب شد. در سال ۲۰۱۲ او این سمت را ترک کرد و شرکتی به نام Industrial Toys (اسباب بازی‌های صنعتی) تأسیس کرد که تمرکزش را بروی ساخت بازیهای موبایلی قرار داده بود. اولین بازی آنها Midnight Star (ستاره نیمه شب) بود که در سال ۲۰۱۵ منتشر و بازخوردهای خوبی دریافت کرد.
در ماه ژوئیه سال ۲۰۱۸، شرکت Industrial Toys توسط شرکت Electronic Arts خریداری شد.

### زندگینامه

#### اوایل زندگی
الکس سروپیان در دانشگاه شیکاگو تحصیل کرد و به انجمن برادری فی دلتا تتا پیوست و در آنجا بود که با یکی از همکاران آینده خود، حیسون جونز ملاقات کرد.